# Seattle Storm (basketbal)
De Seattle Storm is een Amerikaanse basketbal-vrouwenploeg uit Seattle, Washington die meedraait in de WNBA (Women's National Basketball Association). Het team werd opgericht in 2000 door eigenaars Barry and Ginger Ackerley. De ploeg is 4 keer kampioen van WNBA geworden.
Het team speelt in de Climate Pledge Arena.

## Erelijst
Conference Championships:
- 2004 Western Conference Champions
- 2010 Western Conference Champions
- 2018 Western Conference Champions
- 2020 Western Conference Champions

WNBA Championships:
- 2004 WNBA Champions
- 2010 WNBA Champions
- 2018 WNBA Champions
- 2020 WNBA Champions

WNBA Commissioner's Cup:
- 2021 WNBA Commissioner's Cup

## Bekende (oud)-spelers
- Svetlana Abrosimova
- Suzy Batkovic
- Tully Bevilaqua
- Sue Bird
- Sandy Brondello
- Yolanda Griffith
- Lauren Jackson
- Edwige Lawson-Wade
- Crystal Langhorne
- Betty Lennox
- Jewell Loyd
- Alessandra Santos de Oliveira
- Epiphanny Prince
- Katie Smith
- Breanna Stewart
- Sheryl Swoopes
- Natalja Vodopjanova
- Ann Wauters
- Francesca Zara
- Ewelina Kobryn
- Allie Quigley

4 Simone Edwards · 
7 Kamila Vodičková · 
10 Sue Bird · 
15 Lauren Jackson · 
20 Michelle Greco · 
22 Betty Lennox · 
32 Adia Barnes · 
33 Janell Burse · 
43 Alicia Thompson · 
44 Tully Bevilaqua · 
50 Trina Frierson · 
55 Sheri Sam · 
Coach Anne Donovan
2 Swin Cash · 
5 Abby Bishop · 
7 Jana Veselá · 
10 Sue Bird · 
15 Lauren Jackson · 
20 Camille Little · 
25 Svetlana Abrosimova · 
30 Tanisha Wright · 
34 Le'coe Willingham · 
40 Alison Lacey · 
43 Ashley Robinson · 
Coach Brian Agler
1 Crystal Langhorne · 
2 Mercedes Russell · 
3 Courtney Paris · 
6 Natasha Howard · 
10 Sue Bird · 
22 Jordin Canada · 
23 Kaleena Mosqueda-Lewis · 
24 Jewell Loyd · 
30 Breanna Stewart · 
32 Alysha Clark · 
33 Sami Whitcomb · 
45 Noelle Quinn · 
Coach Dan Hughes
0 Ezi Magbegor · 
1 Crystal Langhorne · 
2 Mercedes Russell · 
3 Morgan Tuck · 
6 Natasha Howard · 
10 Sue Bird · 
11 Epiphanny Prince · 
21 Jordin Canada · 
24 Jewell Loyd · 
30 Breanna Stewart · 
32 Alysha Clark · 
33 Sami Whitcomb · 
Coach Gary Kloppenburg